# Сім других вершин

Розташування деяких із Семи других вершин. На цій мапі позначено Пунчак-Трикора, хоча Пунчак-Мандала широко визнана вищою.

Сім Других Вершин (англ. Seven Second Summits) — це другі за висотою гори кожного з семи континентів. Усі ці гори є окремими вершинами, а не підвершинами найвищої точки континентів. Підкорення всіх Семи других вершин вважаєються складнішим завданням, ніж підкорення традиційних Семи вершин.

## Визначення
Визначення континенту є предметом суперечок серед альпіністів. зазвичай межею між Європою та Азією вважається головний хребет Великого Кавказу. У такому випадку найвищою горою Європи є Ельбрус (5642 м), розташована приблизно за 10 км на північ від цієї межі. Якщо не враховувати Кавказу, то найвищою горою Європи був би Монблан (4808 м).
Австралійський континент визначається як материкова частина Австралії та сусідні острови на тому ж континентальному шельфі, включаючи Тасманію та Нову Гвінею. У конвенції про сім континентів одним із континентів є регіон Австралазія, який включає, наприклад, гірські острови Нової Зеландії.
Як для геологічного, так і для звичайного континенту, найвищою вершиною Австралії є Піраміда Карстенса у Новій Гвінеї (4884 м). Якщо ж визначати континент як суцільну сушу, оточену океанами, то материкова Австралія буде окремим континентом, а найвищою вершиною буде гора Костюшко (2228 м).

### Списки Басса та Месснера
Список Семи Других Вершин відповідає списку Семи Вершин Річарда Басса, який визначає гору Костюшко (2228 м) як найвищу вершину австралійського континенту. Райнгольд Месснер запропонував інший список, відомий як список Месснера або Карстенса, замінивши гору Костюшко Пірамідою Карстенса (4884 м) у Західній Новій Гвінеї, яка є частиною Індонезії. Згідно зі списком Басса, другою за висотою вершиною в Австралії є гора Таунсенд (2209 м), згідно ж зі списком Месснера, це Пунчак-Мандала (4760 м) на Новій Гвінеї. Висота гірських вершин у Західному Папуа погано встановлена, і як друга за висотою вершина на острові вказана Пунчак-Трикора, але дані SRTM підтверджують, що Мандала вища.
В обох списках найвищою вершиною Європи вважається Ельбрус, що робить другою вершиною Європи гору Дихтау (5205 м), розташовану в Росії. Ті ж, хто вважає найвищою горою Європи Монблан, вважатимуть другою за висотою вершиною Монте-Розу (4634 м), розташовану між Швейцарією та Італією.
| Сім других вершин, розсортовані по висоті | Сім других вершин, розсортовані по висоті | Сім других вершин, розсортовані по висоті | Сім других вершин, розсортовані по висоті | Сім других вершин, розсортовані по висоті | Сім других вершин, розсортовані по висоті | Сім других вершин, розсортовані по висоті | Сім других вершин, розсортовані по висоті |                       |
| Вершина                                   | Список Басса                              | Список Месснера                           | Висота                                    | Відносна висота вершини                   | Континент                                 | Хребет                                    | Країна                                    | Координати            |
| ----------------------------------------- | ----------------------------------------- | ----------------------------------------- | ----------------------------------------- | ----------------------------------------- | ----------------------------------------- | ----------------------------------------- | ----------------------------------------- | --------------------- |
| K2                                        | ✔                                         | ✔                                         | 8611 м                                    | 4017 м                                    | Азія                                      | Каракорум                                 | Пакистан / Китай                          | 35°52′52″N 76°30′48″E |
| Охос-дель-Саладо                          | ✔                                         | ✔                                         | 6893 м                                    | 3688 м                                    | Південна Америка                          | Анди                                      | Аргентина / Чилі                          | 27°6′34″S 68°32′32″W  |
| Логан                                     | ✔                                         | ✔                                         | 5959 м                                    | 5250 м                                    | Північна Америка                          | Гори Святого Іллі                         | Канада                                    | 60°34′2″N 140°24′19″W |
| Дихтау                                    | ✔                                         | ✔                                         | 5205 м                                    | 2002 м                                    | Європа                                    | Кавказькі гори                            | Росія                                     | 43°3′9″N 43°7′54″E    |
| Кенія                                     | ✔                                         | ✔                                         | 5199 м                                    | 3825 м                                    | Африка                                    | –                                         | Кенія                                     | 0°6′S 37°12′E         |
| Тирі                                      | ✔                                         | ✔                                         | 4852 м                                    | 1152 м                                    | Антарктика                                | Сентінел                                  | –                                         | 78°24′42″S 85°51′43″W |
| Сумантрі                                  |                                           | ✔                                         | 4 870 м (15 978 фут)                      | 2 760 м (9 055 фут)                       | Австралія                                 | Джаявіджая                                | Індонезія                                 | 4°42′31″S 140°17′21″E |
| Таунсенд                                  | ✔                                         |                                           | 2 209 м (7 247 фут)                       | 189 м (620 фут)                           | Австралія                                 | Сніжні гори                               | Австралія                                 | 36°25′S 148°16′E      |

## Історія сходжень
Першою людиною, яка успішно підкорила Сім Других Вершин, став Австрійський альпініст Крістіан Штангль. Він піднявся на всі можливі вершини-кандидати для участі в випробуванні «Сім других вершин» (K2, Логан, Охос-дель-Саладо, Кенія, Тирі, Дихтау, Дюфур, Сумантрі, Нгга-Пулу, Пунчак-Трикора, Пунчак-Мандала і Таунсенд), щоб виключити будь-які помилки та задовольнити всіх географів. Своє випробування він завершив 15 січня 2013 року та був сертифікований Книгою рекордів Гіннеса 17 вересня 2013 року. Пізніше він також виконав випробування «Сім третіх вершин».
У 2019 році Такаясу Семба з Японії став другою людиною, яка успішно підкорила Сім других вершин. Він завершив серію підкоренням гори Сумантрі 17 червня 2019 року.
9 жовтня 2024 року Дженн Драммонд стала першою жінкою, яка підкорила Сім других вершин. Загалом вона підкорила дев'ять вершин (Охос-дель-Саладо, Кенія, Дихтау, Тирі, K2, Таунсенд, Логан, Монте-Роза та Сумантрі). Вона є першою американкою та другою жінкою загалом, яка підкорила Тирі, та третьою американкою, яка підкорила K2.
У 2012 році італійський альпініст Ганс Каммерландер заявив, що він першою людиною, яка завершила серію «Сім других вершин», але виникли сумніви щодо його сходження на гору Логан. Друге шахрайське твердження про підкорення вершини Пунчак-Трикора підтверджує, що Каммерландер ніколи не завершував підкорення Других семи вершин. Крім того, у 2024 році було розкрито третє шахрайське твердження Каммерландера про сходження на вершину завдяки відеозаписам з дрона, що показують детальну місцевість на вершині гори Дихтау.

## Порівняння з Сімома вершинами
Презентація концепції Других семи вершин та їх відносна складність була вперше опублікована в січні 1997 року журналом «Rock and Ice Magazine» (№ 77) у статті «The Second Seven Summits», написаній альпіністом і письменником Девідом Кітоном. Пізніше того ж року автор Джон Кракавер у своїй книзі «У розрідженому повітрі» повторив ці думки, написавши, що більшим викликом було б піднятися на другу за висотою вершину кожного континенту, ніж на найвищу. Цю ідею обговорювали раніше такі альпіністи як Роб Голл.
В Азії К2 (8611 м) вимагає більших технічних навичок скелелазіння, ніж Еверест (8848 м), тоді як фактори, пов'язані з висотою, такі як розрідженість атмосфери, сильні вітри та низькі температури, у них однакові.
В Африці вершина гори Кенія (5199 м) вимагає скелелазіння, тоді як на Кіліманджаро (5895 м) можна піднятися без будь-яких технічних труднощів.
У Північній Америці деякі джерела вважають Логан складнішим сходженням, ніж Деналі, хоча веб-сайт про скелелазіння та відпочинок на природі Summitpost не вважає Логан складнішим, оскільки він не є ні технічно складним, ні крутим. Альпініст Марк Горрелл у дописі 2012 року у своєму блозі вважав гору Логан технічно не складнішою за Деналі, але набагато складнішою для доступу. Базовий табір Деналі, що знаходиться на висоті 2200 м (7200 футів), регулярно обслуговується авіатранспортам, тоді як щоб досягти гори Логан альпіністам, які не мають можливості орендувати літак, доводиться буксирувати свої припаси на санках понад 100 км.
У Південній Америці підйом на Охос-дель-Саладо передбачає короткий скремблінг, тоді як підйом на Аконкагуа здійснюється лише пішки. Горрелл визнав, що підйом на Охос-дель-Саладо складніший технічно, але вважав Аконкагуа більш складним через фізичні вимоги. До базового табору Аконкагуа, що знаходиться на висоті 4500 м, можна дістатися на мулі, але з цього моменту альпіністи мають самі нести всі свої припаси до трьох вищих таборів перед останнім сходженням. Натомість, до Охос-дель-Саладо можна дістатися на повнопривідних транспортних засобах до висоти 5200 м, після чого альпіністам потрібно нести припаси лише до гірської хатини на висоті 5800 м, перш ніж зробити останній ривок до вершини.
У Європі сходження на Дихтау значно складніше, ніж на Ельбрус. За словами Горрелла, основний маршрут на Ельбрусі «довгий і фізично виснажливий, але технічно не складний», тоді як «найлегший маршрут на Дихnау за російською шкалою має складність 4B, що включає круті скелясті ділянки та снігові та крижані схили з крутизною схилів 55°».
В Австралазії друга вершина континенту зі списку Басса, гора Таунсенд, є складнішою, ніж гора Костюшко, але на неї все ж можна зійти пішки. Звичайний маршрут на найвищу вершину списку Месснера, Пунчак-Джая, є технічно складним (V+ за шкалою UIAA). Інший кандидат на звання другої вершини, Пунчак-Мандала, надзвичайно складна з точки зору маршруту підходу, що, можливо, є найбільш значною проблемою при сходженні на вершини Нової Гвінеї. Відомо лише про два успішні підходи до неї (і сходження).
В Антарктиді гора Вінсон не представляє жодної складності, окрім антарктичних погодних умов (компанія-гід «Adventure Peaks» оцінює сходження на рівень PD/AD за шкалою International French Adjectival System), але гора Тирі вимагає технічного скелелазіння, і з моменту її відкриття на неї піднялися загалом лише дев'ятнадцять осіб.